# Matucana (Kakteengattung)
Matucana ist eine Pflanzengattung aus der Familie der Kakteengewächse (Cactaceae). Der botanische Name der Gattung verweist auf die am Westhang der Anden-Kordilleren gelegene peruanische Stadt Matucana, in deren Nähe die ersten Pflanzen gefunden wurden.

## Beschreibung
Die einzeln wachsenden oder an der Basis verzweigenden Arten der Gattung Matucana bilden manchmal Polster. Ihre kugelförmigen bis zylindrischen Triebe erreichen Wuchshöhen von bis 50 Zentimetern. Ihre wenigen bis zahlreichen Rippen sind niedrig, breit und gehöckert. Die sehr variablen Dornen sind fein bis stechend. Manchmal sind sie zahlreich vorhanden, meist sind es wenige oder sie fehlen.
Die trichterförmigen bis schmal röhrenförmig-trichterartigen, leuchtend roten bis orangen oder rosafarbenen oder gelben Blüten erscheinen in der Nähe der Triebspitze und öffnen sich am Tag. Sie sind häufig zygomorph, d. h. spiegelsymmetrisch, können aber auch radiärsymmetrisch sein. Ihr Perikarpell und die Blütenröhre sind mit kahlen oder behaarten Areolen besetzt.
Die kugelförmigen bis länglichen Früchte reißen entlang von 1 bis 3 Schlitzen auf. Sie besitzen einen ausdauernden Blütenrest und enthalten ovale bis mützenförmige Samen.

## Systematik und Verbreitung
Die Gattung Matucana ist ausschließlich in Peru verbreitet.
Nathaniel Lord Britton und Joseph Nelson Rose stellten 1922 für die Art Echinocactus haynii Otto in Salm-Dyck die neue, damals monotypische, Gattung Matucana auf. Diese ist damit Typusart der Gattung.

### Systematik nach N.Korotkova et al. (2021)
Die Gattung umfasst folgenden Arten:
- Matucana aurantiaca (Vaupel) Buxb.
  - Matucana aurantiaca subsp. aurantiaca
  - Matucana aurantiaca subsp. currundayensis (F.Ritter) Mottram
  - Matucana aurantiaca subsp. fruticosa (F.Ritter) Mottram ≡ Matucana fruticosa F.Ritter
  - Matucana aurantiaca subsp. hastifera (F.Ritter) Mottram
  - Matucana aurantiaca subsp. polzii (Diers, Donald & Zecher) Mottram ≡ Matucana polzii Diers, Donald & Zecher
- Matucana aureiflora F.Ritter
- Matucana formosa F.Ritter
- Matucana haynei (Otto ex Salm-Dyck) Britton & Rose
  - Matucana haynei subsp. haynei
  - Matucana haynei subsp. herzogiana (Backeb.) Mottram
  - Matucana haynei subsp. hystrix (Rauh & Backeb.) Mottram
  - Matucana haynei subsp. myriacantha (Vaupel) Mottram
- Matucana hoxeyi (G.J.Charles) G.J.Charles
- Matucana huagalensis (Donald & A.B.Lau) Bregmann, Meerst., Melis & Pullen
- Matucana intertexta F.Ritter
- Matucana klopfensteinii Cieza & Pino[3]
- Matucana krahnii (Donald) Bregmann
- Matucana madisoniorum (Hutchison) G.D.Rowley
- Matucana oreodoxa (F.Ritter) Slaba
  - Matucana oreodoxa subsp. oreodoxa
  - Matucana oreodoxa subsp. roseiflora G.J.Charles
- Matucana paucicostata F.Ritter
- Matucana pujupatii (Donald & A.B.Lau) Bregmann
- Matucana rebutiiflora G.J.Charles[4]
- Matucana ritteri Buining
- Matucana tuberculata (Donald) Bregman, Meerst., Melis & A.B.Pullen
- Matucana weberbaueri (Vaupel) Backeb.

Synonyme der Gattung sind Submatucana Backeb. (1959), Eomatucana F.Ritter (1965), Loxanthocereus subg. Anhaloniopsis Buxb. (1974) und Anhaloniopsis (Buxb.) Mottram (2014).

### Systematik nach Anderson/Eggli (2005)
Zur Gattung Matucana gehören die folgenden Arten:
- Matucana aurantiaca (Vaupel) Buxb.
  - Matucana aurantiaca subsp. aurantiaca
  - Matucana aurantiaca subsp. currundayensis (F.Ritter) Mottram
  - Matucana aurantiaca subsp. hastifera (F.Ritter) Mottram
- Matucana aureiflora F.Ritter
- Matucana comacephala F.Ritter = Matucana haynei subsp. haynei
- Matucana formosa F.Ritter
- Matucana fruticosa F.Ritter ≡ Matucana aurantiaca subsp. fruticosa (F.Ritter) Mottram
- Matucana haynei (Otto in Salm-Dyck) Britton & Rose
  - Matucana haynei subsp. haynei
  - Matucana haynei subsp. herzogiana (Backeb.) Mottram
  - Matucana haynei subsp. hystrix (Rauh & Backeb.) Mottram
  - Matucana haynei subsp. myriacantha (Vaupel) Mottram
- Matucana huagalensis (Donald & A.B.Lau) Bregman, Meerst., Melis & A.B.Pullen
- Matucana intertexta F.Ritter
- Matucana krahnii (Donald) Bregman
- Matucana madisoniorum (Hutchison) G.D.Rowley
- Matucana oreodoxa (F.Ritter) Slaba
- Matucana paucicostata F.Ritter
- Matucana polzii Diers, Donald & Zecher ≡ Matucana aurantiaca subsp. polzii (Diers, Donald & Zecher) Mottram
- Matucana pujupatii (Donald & A.B.Lau) Bregman
- Matucana ritteri Buining
- Matucana tuberculata (Donald) Bregman, Meerst., Melis & A.B.Pullen
- Matucana weberbaueri (Vaupel) Backeb.

Synonyme der Gattung sind Submatucana Backeb. (1959) und Eomatucana F.Ritter (1965).

## Nachweise

## Weiterführende Literatur
- Rob Bregman: A Note on the Genus Matucana (Cactaceae). In: Willdenowia. Band 17, Nummer 1/2, 1988, S. 173–180, JSTOR:3996215.
- Rob Bregman: The Genus Matucana – Biology and Systematics of Fascinating Peruvian Cacti, A. A. Balkema, Rotterdam 1996, ISBN 90-5410-638-7.
- Wolfgang Heyer: Probleme der Gattung Matucana. In: Kakteen und andere Sukkulenten. Band 28, Nummer 10, 1977, S. 226–229.
- Wolfgang Heyer: Probleme der Gattung Matucana. In: Kakteen und andere Sukkulenten. Band 28, Nummer 11, 1977, S. 252–255.
- Holger Wittner: Die Gattung Matucana – ein Überblick. In: Kakteen und andere Sukkulenten. Band 48, Nummer 4, 1997, S. 73–80.